# Amphilimna tanyodes
Amphilimna tanyodes är en ormstjärneart som beskrevs av Devaney 1974. Amphilimna tanyodes ingår i släktet Amphilimna och familjen trådormstjärnor. Inga underarter finns listade i Catalogue of Life.